# Fliegen-Ragwurz
Die Fliegen-Ragwurz  (Ophrys insectifera) ist eine Pflanzenart aus der Gattung der Ragwurzen (Ophrys) innerhalb der Familie der  Orchideengewächse (Orchidaceae). Um auf die besondere Gefährdung dieser unter Naturschutz stehenden Art aufmerksam zu machen, wurde die Fliegen-Ragwurz vom Arbeitskreis Heimische Orchideen zur Orchidee des Jahres 2003 gewählt.

## Beschreibung

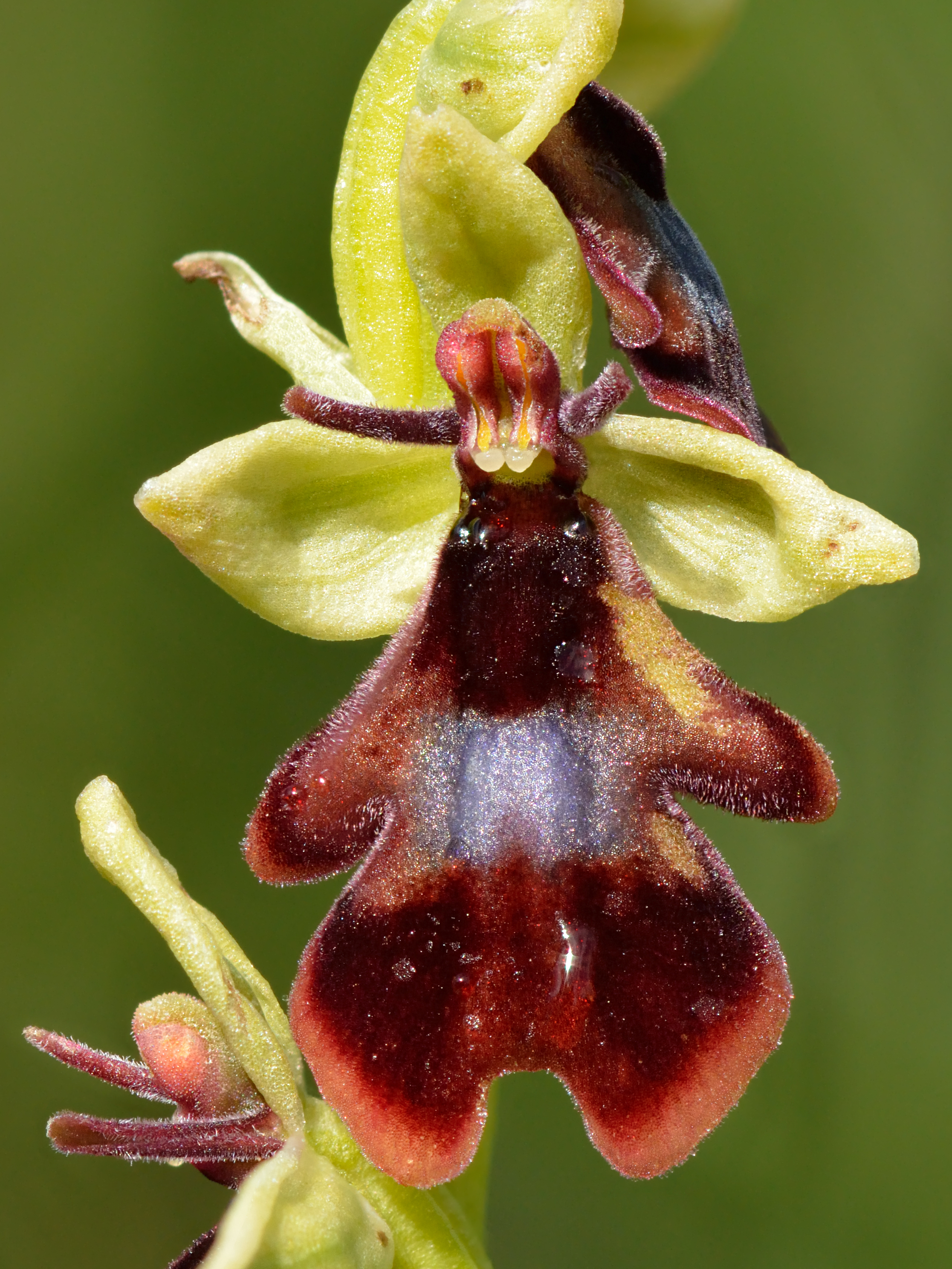
Zygomorphe Blüte

Die Fliegen-Ragwurz wächst als zierliche, ausdauernde krautige Pflanze und erreicht Wuchshöhen von 15 bis 40 Zentimetern. Dieser Geophyt bildet zwei unterirdische, eirunde Knollen als Überdauerungsorgane. Die Stängel sind dünn und grünlich-gelb. Die zwei bis fünf Laubblätter sind in einer grundständigen Rosette angeordnet, nicht wie bei den anderen heimischen Ragwurzen am Boden anliegend, sondern steil aufrecht.
Die Blütezeit erstreckt sich von Anfang Mai bis Juli. Zwei bis zwölf, selten auch mehr Blüten stehen locker angeordnet in einem langen, ährigen Blütenstand zusammen. Die zwittrigen Blüten sind zygomorph und dreizählig. Die Kelchblätter sind grün, 5 bis 9 Millimeter lang und 3 bis 4 Millimeter breit. Die Kronblätter sind fadenförmig, behaart und 6 bis 10 Millimeter lang. Die dreilappige Lippe ist 10 bis 12 Millimeter lang, leicht behaart und der Mittellappen ist gespalten, meist braun mit leichter Tendenz zum rötlichen. Das Mal steht direkt in der Mitte der Lippe, grau-blau bis metallisch-blau gefärbt.
Die Chromosomenzahl beträgt 2n = 36.

## Ökologie

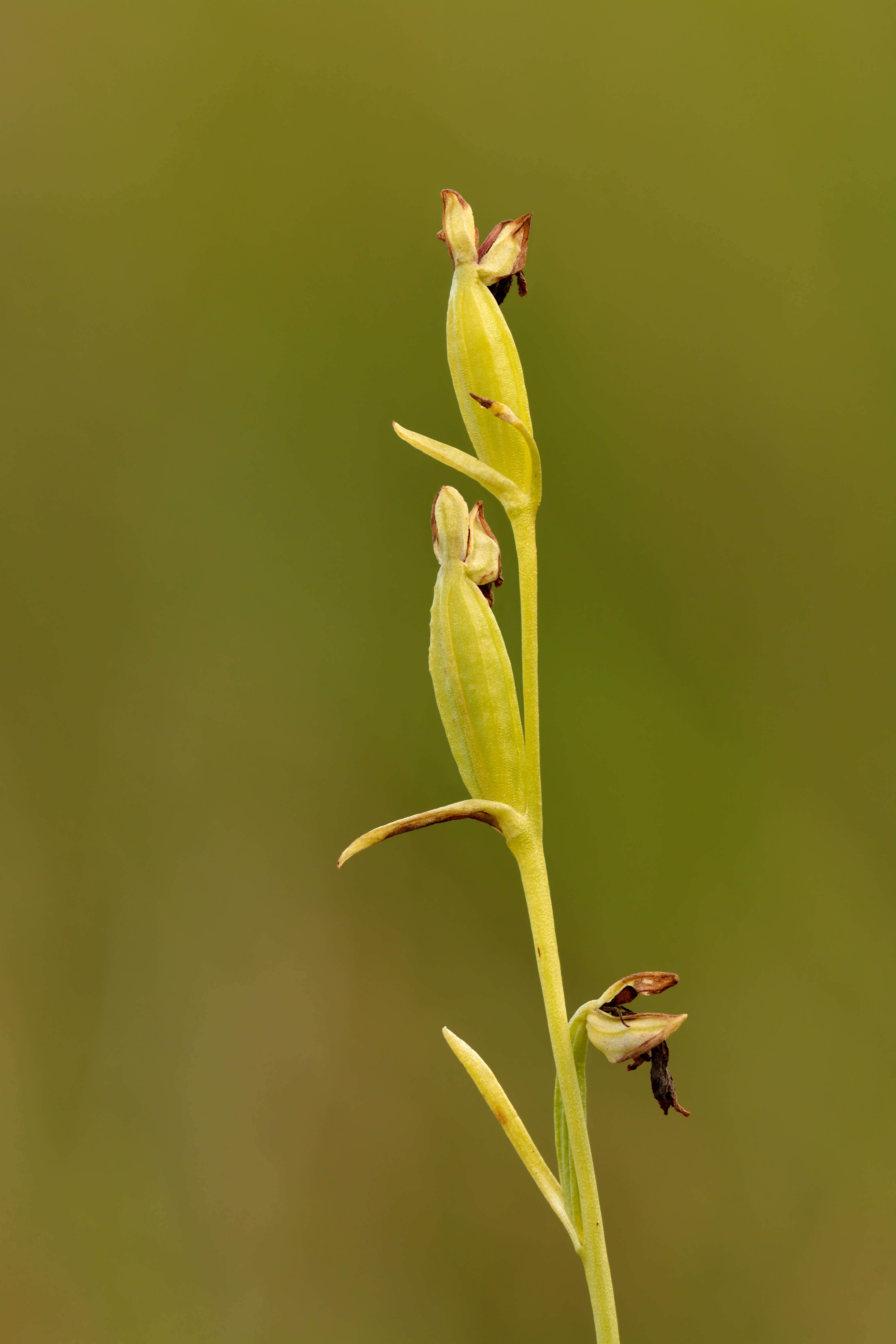
Fruchtstand

Da die Knolle dieses Knollengeophyt hauptsächlich aus Wurzel besteht, wird sie als Wurzelknolle bezeichnet; sie trägt aber an ihrer Spitze einen kleinen Sprossteil, der im nächsten Jahr zu einem oberirdischen Spross auswächst. Man spricht auch von einer Wechselknolle, da pro Jahr eine neue Knolle als Seitenorgan aus der Achsel des untersten Niederblatts entsteht und dieses durchbricht.
Es liegt eine endotrophe Mykorrhiza vom Orchideen-Typ vor. Die Wurzel wird hier mit dem Ständerpilz Thanatephorus besiedelt, dessen imperfekte (sterile) Form Rhizoctonia genannt wird. Wie viele andere Orchideen beginnt die Pflanze ihre Entwicklung zunächst unterirdisch, indem sie auf dem Pilz parasitiert, und erst nach Jahren bildet sie blühfähige Sprosse aus. Eine Samenentwicklung ist nur bei Anwesenheit des Mykorrhiza-Pilzes möglich.
Blütenökologisch handelt es sich bei der Fliegen-Ragwurz um „Lippenblumen vom Orchis-Typ“. Nektar fehlt, dafür wird ein „anbohrbares Gewebe“ angeboten. An der Basis der Blüte befinden sich glänzende Höcker als „Scheinnektarien“, die vermutlich ökologisch unbedeutend sind. Es handelt sich bei dieser Art um eine typische Insektentäuschblume, oder auch Sexualtäuschblume. Die Blütenblätter täuschen die Form einer Wespe vor und locken mit Aussendung des Sexualhormons beziehungsweise des Duftstoffs die Männchen bestimmter Hautflügler, insbesondere von Grabwespen (vor allem Argogorytes mystaceus) an. Diese führen auf der Lippe Begattungsbewegungen aus, wobei die Pollinien übertragen werden. Dieses Verhalten hört nach dem Schlüpfen der Weibchen auf. Die Fernanlockung wird durch Ähnlichkeit der Lippe mit dem Weibchen, die Nahanlockung durch spezifischen Duft und Berührungsreize erreicht.
Die Bestäubung durch Insekten ist insgesamt spärlich; in Mitteleuropa erfolgt meist Selbstbestäubung. Die Samenbildung ist teilweise apomiktisch. Chemorassen unterscheiden sich in der Zusammensetzung ihrer Duftstoffe. Deshalb wurde z. B. in Frankreich auch eine Andrena-Art als Bestäuber festgestellt.
Die fachspaltigen Kapselfrüchte öffnen sich, wenn sie trocken sind, durch Längsspalten. Die Früchte sind Wind- und Tierstreuer. Jede Kapselfrucht enthält mehrere Tausend Samen. Die winzigen Samen weisen ein Gewicht von nur 0,005 mg auf. Sie werden mit dem Wind als Körnchenflieger fortgetragen und besitzen eine Sinkgeschwindigkeit von 20 cm/s. Es wurden Flugweiten von bis zu 50 km nachgewiesen. Fruchtreife ist von August bis Oktober. Der Samenansatz bleibt jedoch meist unter 10 %.

## Vorkommen

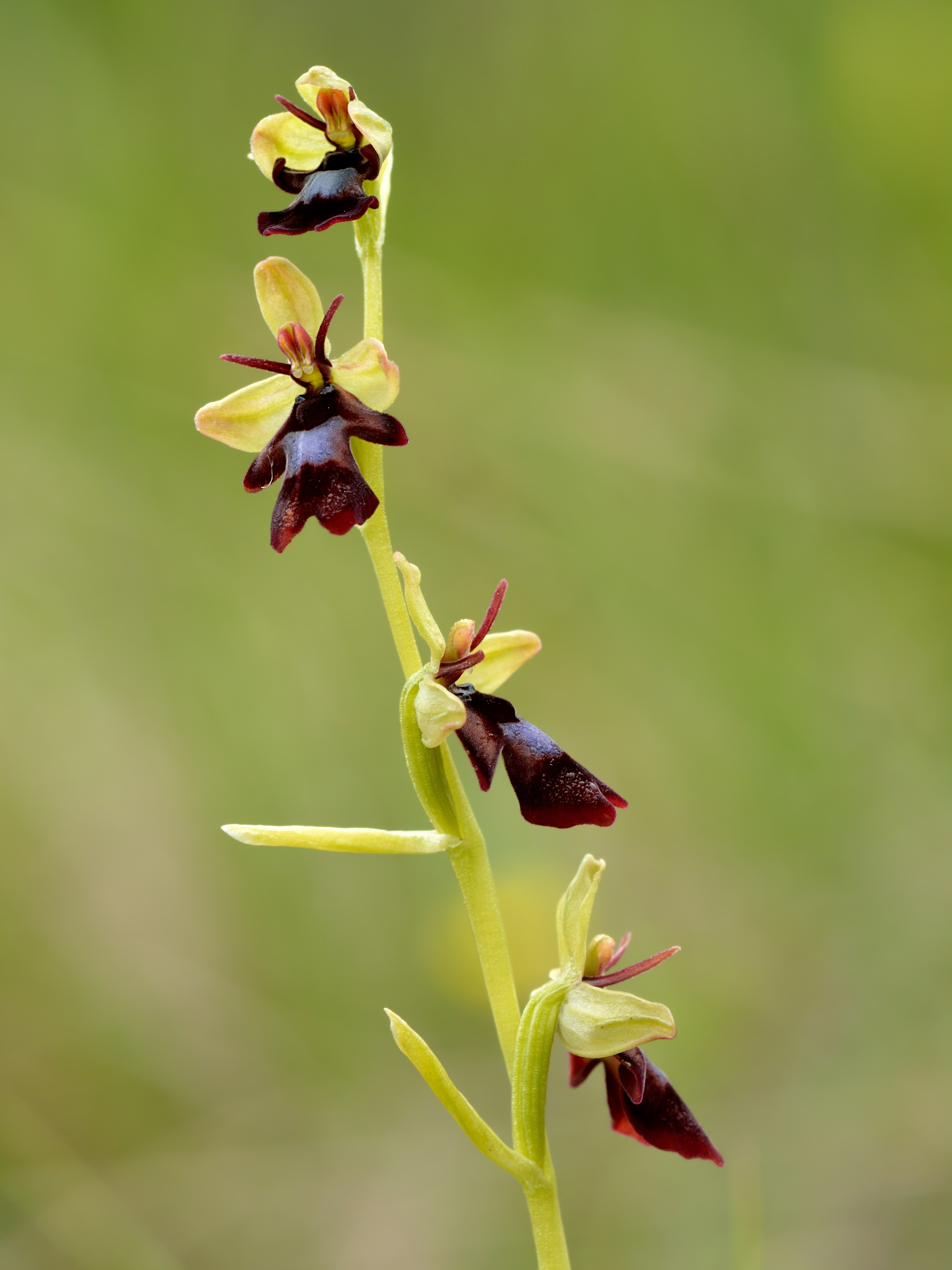
Fliegen-Ragwurz in Estland

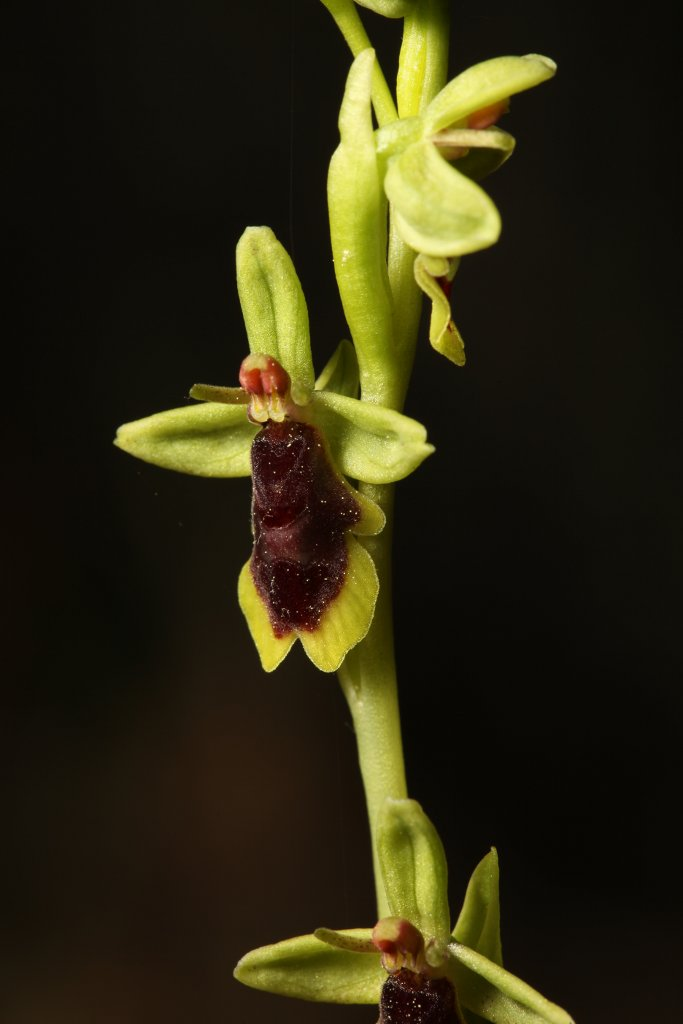
Ophrys insectifera subsp. subinsectifera

Das Verbreitungsgebiet der Fliegen-Ragwurz ist auf Europa beschränkt. In Europa dringt die Fliegen-Ragwurz auch in kältere Gebiete, beispielsweise Ural und Skandinavien, vor. Durch ihre Eigenschaft, auch kältere Gegenden zu besiedeln, trifft man diese Art auch in den Alpen in der collinen bis obermontanen (subalpinen) Höhenstufe an. Sie kommt in Europa ist fast allen Ländern vor und fehlt nur in Portugal, Island, Bulgarien, in Moldau und in der Türkei.
Die Fliegen-Ragwurz gedeiht am besten auf kalkhaltigen, lockeren, lehmigen oder tonigen Böden mit guter Humusbeimischung. Sie bevorzugt Halbtrockenrasen, Gebüsche oder lichte Trockenwälder in Gegenden mit sommerwarmem Klima. Die Fliegen-Ragwurz gedeiht auf Magerrasen, Trockenrasen, Halbtrockenrasen, in lichten Kiefernwälder, selten auch Kalkflachmoore oder humusdurchsetzte Schotterbänke von Gebirgsflüssen. Sie ist eine Charakterart des Verbands Mesobromion, kommt aber auch in trockenen Gesellschaften des Verbands Molinion oder des Erico-Pinion vor.
Die Fliegen-Ragwurz ist in Mitteleuropa selten, sie kommt aber an ihren Standorten zuweilen in kleinen, lockeren und nicht allzu individuenreichen Beständen vor. Sie steigt in den Alpen nur selten über Höhenlagen von 1500 Meter auf, ist aber auch in noch höheren Lagen anzutreffen (im Engadin beispielsweise auf fast 1800 Meter). In den Allgäuer Alpen steigt sie im Tiroler Teil am Südhang des Aggenstein bis zu 1620 Metern Meereshöhe auf. Nach Baumann und Künkele hat die Art in den Alpenländern folgende Höhengrenzen: Deutschland 20–1620 Meter, Frankreich 0–1800 Meter, Schweiz 260–1900 Meter, Liechtenstein 470–1550 Meter, Österreich 280–1600 Meter, Italien 100–1930 Meter, Slowenien 250–1300 Meter. In Europa steigt die Art bis auf 2020 Meter über Meereshöhe auf.
Die ökologischen Zeigerwerte nach Landolt et al. 2010 sind in der Schweiz: Feuchtezahl F = 2+w+ (frisch aber stark wechselnd), Lichtzahl L = 3 (halbschattig), Reaktionszahl R = 5 (basisch), Temperaturzahl T = 3+ (unter-montan und ober-kollin), Nährstoffzahl N = 1 (sehr nährstoffarm), Kontinentalitätszahl K = 4 (subkontinental).

## Naturschutz
Die Art ist in Deutschland durch die BArtSchV besonders geschützt.

## Taxonomie und Systematik
Die Erstbeschreibung von Ophrys insectifera erfolgte 1753 durch Carl von Linné in Species Plantarum Tomus II, S. 948. Der Gattungsname Ophrys leitet sich aus dem griechischen Wort όφρύς ophrys für Augenbrauen ab. Das Artepitheton insectifera ist vom lateinischen insectifer = „Kerbtier tragend“ abgeleitet. Ein Synonym ist Ophrys muscifera Huds.
Man kann drei Unterarten unterscheiden:
- Aymonins Ragwurz (Ophrys insectifera subsp. aymoninii Breistr.): Sie kommt in Frankreich und Spanien vor.[4]
- Ophrys insectifera subsp. insectifera: Sie kommt in Europa vor außer im Norden.[4] Als Bestäuber wurden Argogorytes mystaceus und Argogorytes fargei beobachtet.[9]
- Ophrys insectifera subsp. subinsectifera (C.E.Hermos. & Sabando) O.Bolòs & Vigo: Sie kommt im nördlichen Spanien vor.[4]

## Hybriden
Oft hybridisiert sie mit der Hummel-Ragwurz (Ophrys holoserica). In Naturschutzgebieten und anderen bekannten Standorten ist dies oft auf „zweibeinige“ Bestäuber zurückzuführen. Weitere Hybriden auch mit den anderen heimischen und verschiedenen mediterranen Ragwurzen sind möglich.

## Bilder

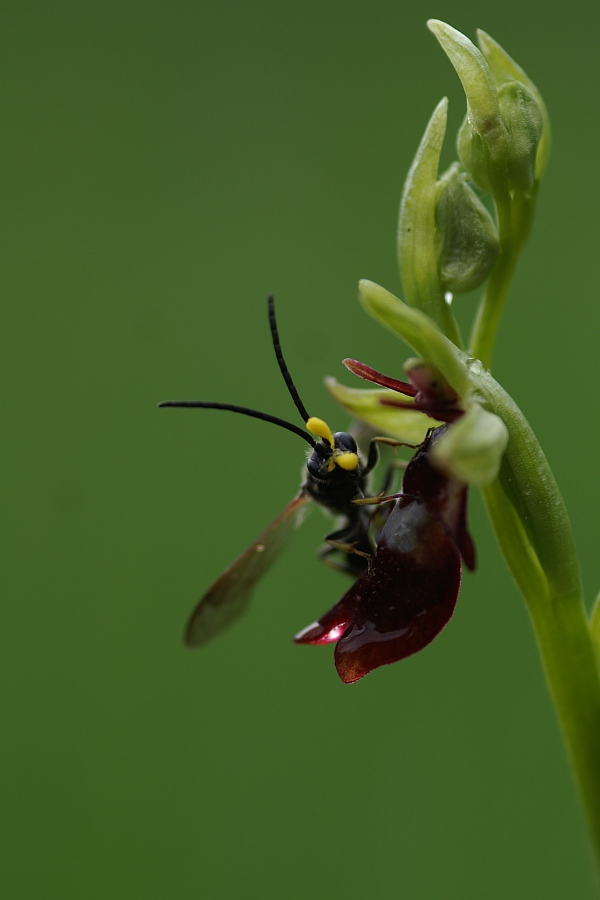
Pollenübertragung
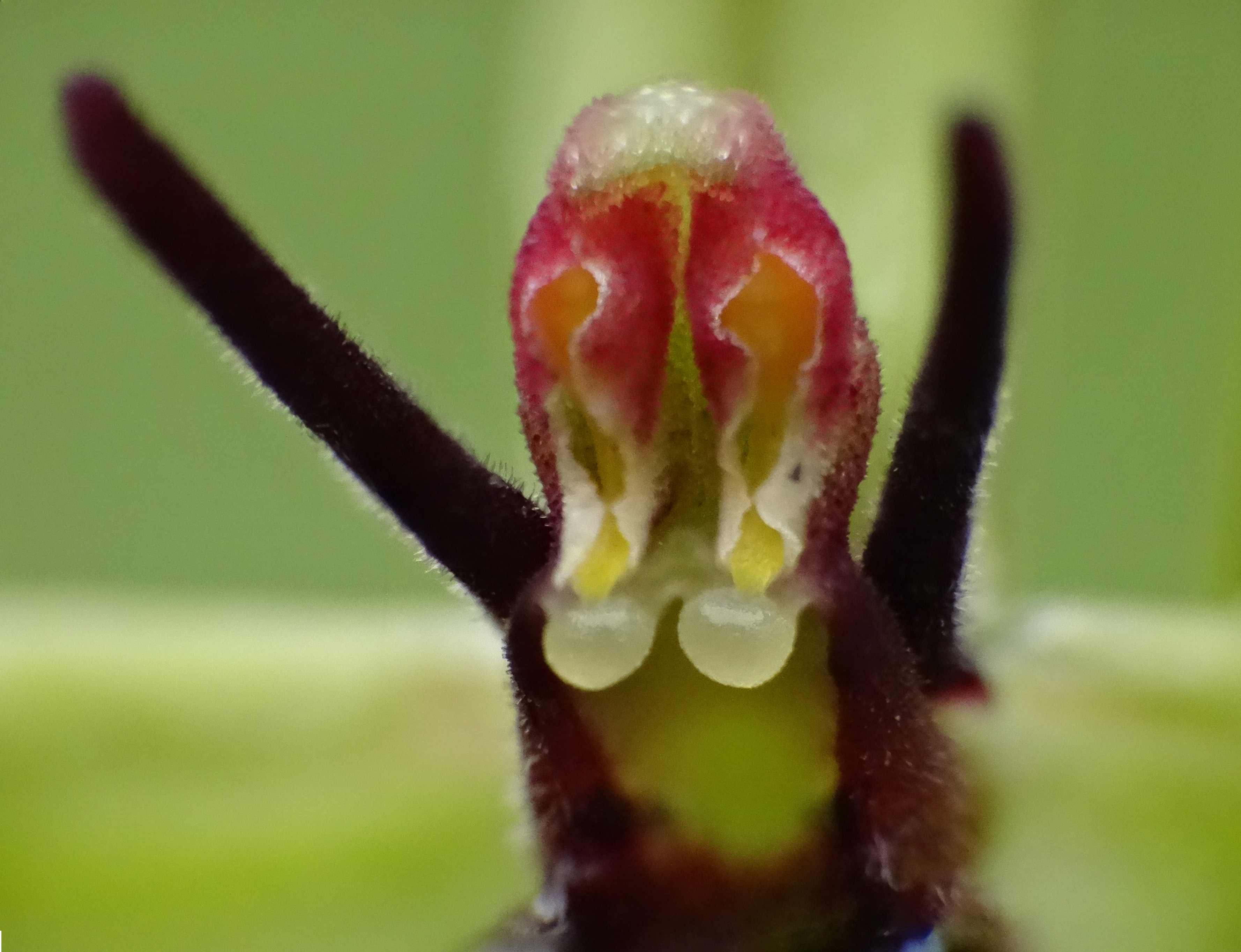
Ophrys insectifera mit Pollinien
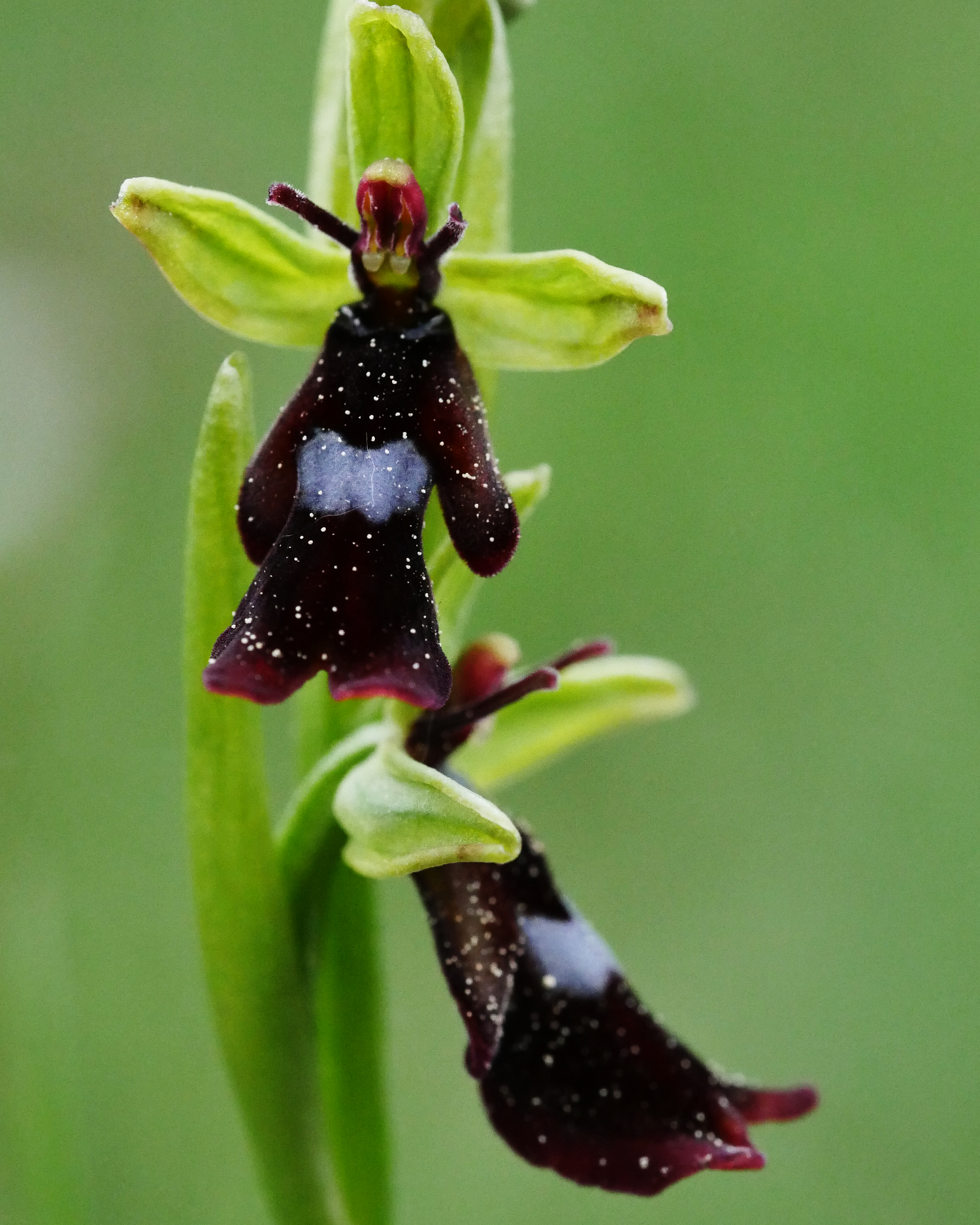
Fliegen-Ragwurz in NSG Perfeist